# Patricio Gabarrón
Patricio Gabarrón Gil, meglio noto come Patric (Mula, 17 aprile 1993), è un calciatore spagnolo, difensore e vice-capitano della Lazio.

## Caratteristiche tecniche
Nasce come terzino destro. Tuttavia, durante la gestione Inzaghi alla Lazio viene utilizzato anche come difensore centrale. Con l'arrivo di Maurizio Sarri sulla panchina laziale, viene definitivamente trasformato in un difensore centrale in una difesa a 4. Le sue doti tecniche gli permettono di essere un regista difensivo.

## Carriera

### Club

#### Barcellona

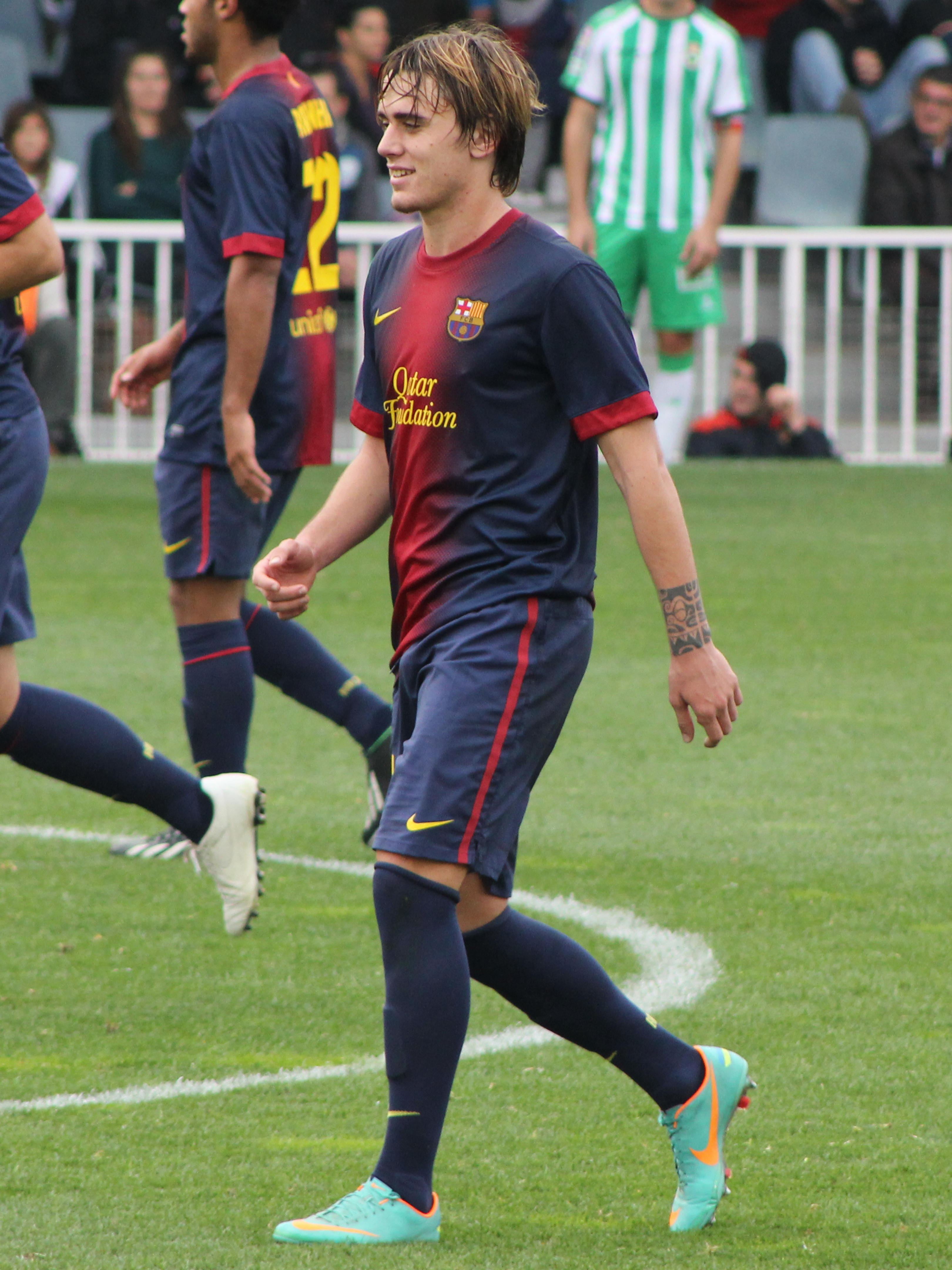
Patric, nel 2012, con la maglia del

Entrò a far parte de La Masia, struttura di formazione della cantera del Barcellona, nel 2008 giunto dalle precedenti esperienze del Real Murcia e del Villarreal. Completato tutto il percorso delle selezioni blaugrana nel 2012 viene aggregato al Barcellona B con il quale esordisce il 22 settembre dello stesso anno, in occasione della vittoria, per 0-3, sull'Hércules. Conclude la sua prima stagione da professionista totalizzando un bottino di 20 presenze.
Il 26 novembre 2013, durante la seconda stagione in blaugrana, ottiene anche l'esordio in prima squadra, in occasione della sconfitta esterna, per 2-1, contro gli olandesi dell'Ajax nella fase a gironi di Champions League. Il 7 dicembre successivo, con la maglia del Barça B, mette a segno la sua prima rete da professionista aprendo le marcature nella vittoria interna, per 2-0, contro il Sabadell. Conclude la stagione con un totale di 36 presenze e 1 rete (35 presenze e 1 rete con il Barcellona B; 1 presenza con il Barcellona).
A giugno 2015, per via del poco utilizzo in prima squadra e della retrocessione in Segunda División B del Barça B, decide di non rinnovare il proprio contratto con la società catalana. Conclude tale esperienza con 87 presenze e 4 reti con il Barcellona B e 1 sola presenza in prima squadra.

#### Lazio
Dopo essersi svincolato dal club catalano si trasferisce in Italia per giocare nelle file della Lazio. L'esordio arriva il 30 agosto 2015 in occasione della trasferta persa per 4-0 contro il Chievo. Nell'arco del campionato totalizza 9 presenze.
Vince il suo primo titolo in maglia biancoceleste il 13 agosto 2017, quando Lazio si impone, per 2-3, sulla Juventus nella partita valida per l'assegnazione della Supercoppa italiana 2017. Il 28 settembre successivo disputa la sua prima partita di Europa League con la maglia della Lazio in occasione della vittoria casalinga, per 2-0, contro i belgi dello Zulte Waregem. La stagione si chiude con la vittoria della Supercoppa italiana e 21 presenze.
La stagione seguente conquista il suo secondo titolo in biancoleste, la Coppa Italia 2018-2019 grazie alla vittoria per 2-0 sull'Atalanta. Il 14 gennaio 2020 segna la sua prima rete in maglia biancoceleste nella vittoria per 4-0 sulla Cremonese, valevole per gli ottavi di Coppa Italia. Il 7 luglio 2020, nel corso della gara di campionato contro il Lecce, viene espulso per aver morso il difensore avversario Giulio Donati; in seguito riceve dal giudice sportivo una squalifica di 4 giornate e un'ammenda di diecimila euro.
Il 30 settembre 2021 sigla la sua prima rete in una competizione internazionale nella vittoria per 2-0 contro la Lokomotiv Mosca valida per i gironi di Europa League, nonché la sua seconda rete in assoluto in biancoceleste, a più di un anno e mezzo dalla prima. Il 7 maggio 2022 segna la sua prima rete in Serie A, nella vittoria per 2-0 contro la Sampdoria.
Il 5 luglio 2022 rinnova per 5 anni il suo contratto coi biancocelesti. Il 16 febbraio 2023 fa il suo esordio in Conference League, nella partita contro il Cluj, vinta per 1-0, valevole per l'andata dei play off, in quell'occasione rimedia anche un cartellino rosso. 

## Statistiche

### Presenze e reti nei club
Statistiche aggiornate al 13 marzo 2025.
| Stagione            | Squadra             | Campionato          | Campionato | Campionato | Coppe nazionali | Coppe nazionali | Coppe nazionali | Coppe continentali | Coppe continentali | Coppe continentali | Altre coppe | Altre coppe | Altre coppe | Totale | Totale |
| Stagione            | Squadra             | Comp                | Pres       | Reti       | Comp            | Pres            | Reti            | Comp               | Pres               | Reti               | Comp        | Pres        | Reti        | Pres   | Reti   |
| ------------------- | ------------------- | ------------------- | ---------- | ---------- | --------------- | --------------- | --------------- | ------------------ | ------------------ | ------------------ | ----------- | ----------- | ----------- | ------ | ------ |
| 2012-2013           | Barcellona B        | SD                  | 20         | 0          | -               | -               | -               | -                  | -                  | -                  | -           | -           | -           | 20     | 0      |
| 2013-2014           | Barcellona B        | SD                  | 35         | 1          | -               | -               | -               | -                  | -                  | -                  | -           | -           | -           | 35     | 1      |
| 2013-2014           | Barcellona          | PD                  | 0          | 0          | CR              | 0               | 0               | UCL                | 1                  | 0                  | SS          | 0           | 0           | 1      | 0      |
| 2014-2015           | Barcellona B        | SD                  | 32         | 3          | -               | -               | -               | -                  | -                  | -                  | -           | -           | -           | 32     | 3      |
| Totale Barcellona B | Totale Barcellona B | Totale Barcellona B | 87         | 4          |                 | -               | -               |                    | -                  | -                  |             | -           | -           | 87     | 4      |
| 2015-2016           | Lazio               | A                   | 9          | 0          | CI              | 0               | 0               | UCL+UEL            | 0                  | 0                  | SI          | 0           | 0           | 9      | 0      |
| 2016-2017           | Lazio               | A                   | 19         | 0          | CI              | 2               | 0               | -                  | -                  | -                  | -           | -           | -           | 21     | 0      |
| 2017-2018           | Lazio               | A                   | 11         | 0          | CI              | 1               | 0               | UEL                | 9                  | 0                  | SI          | 0           | 0           | 21     | 0      |
| 2018-2019           | Lazio               | A                   | 15         | 0          | CI              | 1               | 0               | UEL                | 1                  | 0                  | -           | -           | -           | 17     | 0      |
| 2019-2020           | Lazio               | A                   | 21         | 0          | CI              | 2               | 1               | UEL                | 1                  | 0                  | SI          | 0           | 0           | 24     | 1      |
| 2020-2021           | Lazio               | A                   | 25         | 0          | CI              | 2               | 0               | UCL                | 6                  | 0                  | -           | -           | -           | 33     | 0      |
| 2021-2022           | Lazio               | A                   | 24         | 1          | CI              | 2               | 0               | UEL                | 4                  | 1                  | -           | -           | -           | 30     | 2      |
| 2022-2023           | Lazio               | A                   | 18         | 0          | CI              | 2               | 0               | UEL+UECL           | 4+2                | 0                  | -           | -           | -           | 26     | 0      |
| 2023-2024           | Lazio               | A                   | 20         | 2          | CI              | 4               | 0               | UCL                | 5                  | 0                  | SI          | 0           | 0           | 29     | 2      |
| 2024-2025           | Lazio               | A                   | 10         | 1          | CI              | 1               | 0               | UEL                | 7                  | 0                  | -           | -           | -           | 18     | 1      |
| Totale Lazio        | Totale Lazio        | Totale Lazio        | 172        | 4          |                 | 17              | 1               |                    | 39                 | 1                  |             | 0           | 0           | 228    | 6      |
| Totale carriera     | Totale carriera     | Totale carriera     | 259        | 8          |                 | 17              | 1               |                    | 40                 | 1                  |             | 0           | 0           | 316    | 10     |

## Palmarès

### Club
- Supercoppa italiana: 2

Lazio: 2017, 2019
- Coppa Italia: 1

Lazio: 2018-2019